# 야후! 360°
야후! 360°(Yahoo! 360°)는 야후!에서 운영하는 소셜 네트워킹 및 개인 커뮤니케이션 포털이었다. 2005년에 출시되었다. 사용자는 개인 웹사이트를 만들고 야후!에서 사진을 공유할 수 있었다. 사진, 블로그 및 목록 유지, 공개 프로필 생성 및 공유, 현재 온라인 상태인 친구 확인이 가능했다. 또한 각 친구의 최신 업데이트(예: 블로그 게시물, 업데이트된 목록 또는 새로 공유한 사진)가 요약된 '친구 업데이트' 섹션을 제공했다. 이 서비스는 공식적으로 출시된 적이 없다. 야후! 2008년에 이 서비스 개발을 조기에 중단했다.
야후! 360° 플러스 베트남은 2008년에 시작된 유사한 서비스로 현재는 없어졌다. 마지막으로 야후! 블로그 베트남은 2013년 1월 17일에 공식적으로 종료되었다.